# Husia, Sălaj

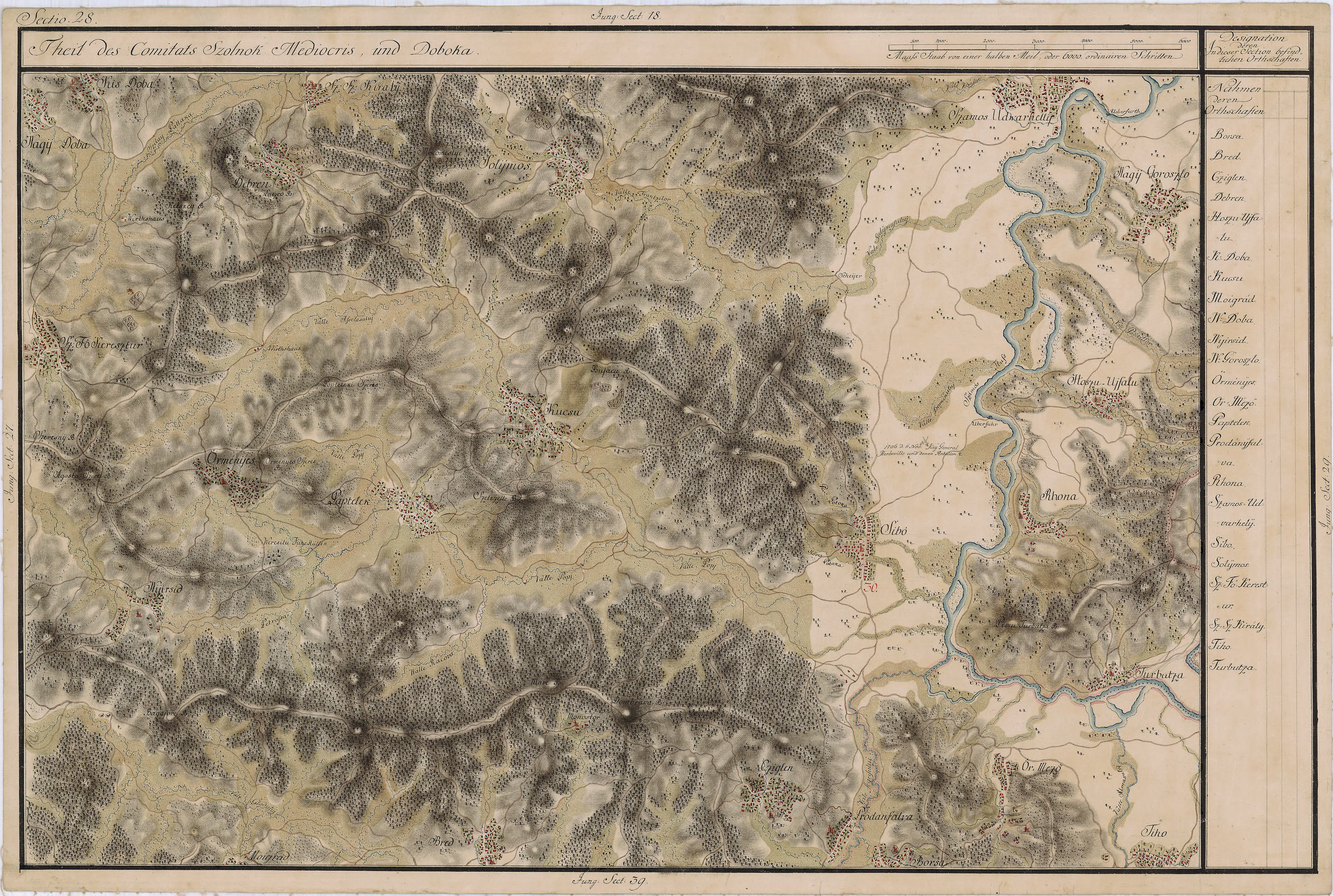
Husia în Harta Iosefină a Transilvaniei, 1769-1773

Husia (în maghiară Hosszúújfalu) este un sat ce aparține orașului Jibou din județul Sălaj, Transilvania, România. Se află în partea de est a județului, pe malul drept al Someșului. Biserica de lemn cu hramul “Sf. Arhangheli Mihail și Gavriil” datează din 1848 și este monument istoric.